# Zarra Guiro
Œuvres principales
Zarra, accoucheuse en Afrique
 (avril 2025).
Motif : Malheureusement il y a peu de sources concernant la vie de Zarra Guiro et peu de référence concernant ses publications.
- Archive Wikiwix
- Bing
- Cairn
- DuckDuckGo
- E. Universalis
- Gallica
- Google
- G. Books
- G. News
- G. Scholar
- Persée
- Qwant
- (zh) Baidu
- (ru) Yandex
- (wd) trouver des œuvres sur Wikidata

| 1. | Préciser le motif de la pose du bandeau. | Précisez le motif de la pose du bandeau en utilisant la syntaxe suivante : {{admissibilité à vérifier\|date=juin 2025\|motif=remplacez ce texte par le motif}}                   |
| 2. | Informer les utilisateurs concernés.     | Pensez à avertir le créateur de l'article, par exemple, en insérant le code ci-dessous sur sa page de discussion : {{subst:avertissement admissibilité à vérifier\|Zarra Guiro}} |

Zarra Guiro (ou Fatimata Bintou Zahrahou Guiro), née en 1957 à Séguenega dans la province de Yatenga, Burkina Faso et morte le 10 octobre 2019 à Ouagadougou, est une sage-femme et écrivaine burkinabée.

## Biographie
Zarra Guiro naît en 1957 à Séguenega, au nord du Burkina Faso. Son grand-père l'inscrit à l'école française, où elle est l'une des six filles parmi cinquante-deux garçons. Après son examen d'entrée en 6e, elle suit ses études au collège des Sœurs Blanches à Ouahigouya.
À 13 ans, Zarra Guiro fuit son domicile pour échapper au mariage forcé orchestré par son père, déterminée à poursuivre ses études. En 1978, elle suit une formation de sage-femme en Côte d'Ivoire, grâce à la bourse d'études qu'elle a obtenue. De retour au Burkina Faso, elle intègre la Fonction publique et exerce en tant que sage-femme depuis 1979. Là, elle milite pour le planning familial.
Au cours de ses quatorze années de carrière, elle assiste à 3 293 accouchements, une expérience qu'elle partage dans son autobiographie Zarra, accoucheuse en Afrique, publiée en 1994. Elle y décrit ses expériences de sage-femme dans le sud-sahélien. Ce témoignage sur les conditions de vie des femmes et des enfants met en lumière les défis et les réalités,.
Zarra Guiro meurt le 10 octobre 2019 à Ouagadougou,. 

## Œuvres

### Contes
- Au pays de Zarra : contes et légendes de Namissiguima, Burkina Faso (ill. Gérald Bressler), Genève, Nemo, 1992, 184 p. (ISBN 9782940038008 et 2940038007, OCLC 715698617, BNF 43441547, lire en ligne)[8].

### Autobiographie
- Zarra, accoucheuse en Afrique, Vandoeuvres, Arvan, 1994, 139 p. (OCLC 421751669, lire en ligne).